# 5970 Ohdohrikouen
5970 Ohdohrikouen (1991 JS1) là một tiểu hành tinh vành đai chính được phát hiện ngày 13 tháng 5 năm 1991 bởi K. Watanabe ở Sapporo.